# 181241 Dipasquale
181241 Dipasquale este un asteroid din centura principală de asteroizi.

## Descriere
181241 Dipasquale este un asteroid din centura principală de asteroizi. A fost descoperit pe 28 octombrie 2005 la Vallemare Borbona de Vincenzo Silvano Casulli. Asteroidul prezintă o orbită caracterizată de o semiaxă mare de 3,18 ua, o excentricitate de 0,02 și o înclinație de 10,3° în raport cu ecliptica.